# Barrage Hassan II
Le barrage Hassan II est un barrage aménagé sur l'oued Za, dans la région de L'Oriental, au Maroc. Il est situé à 54 km en amont de la ville Taourirt.

## Historique

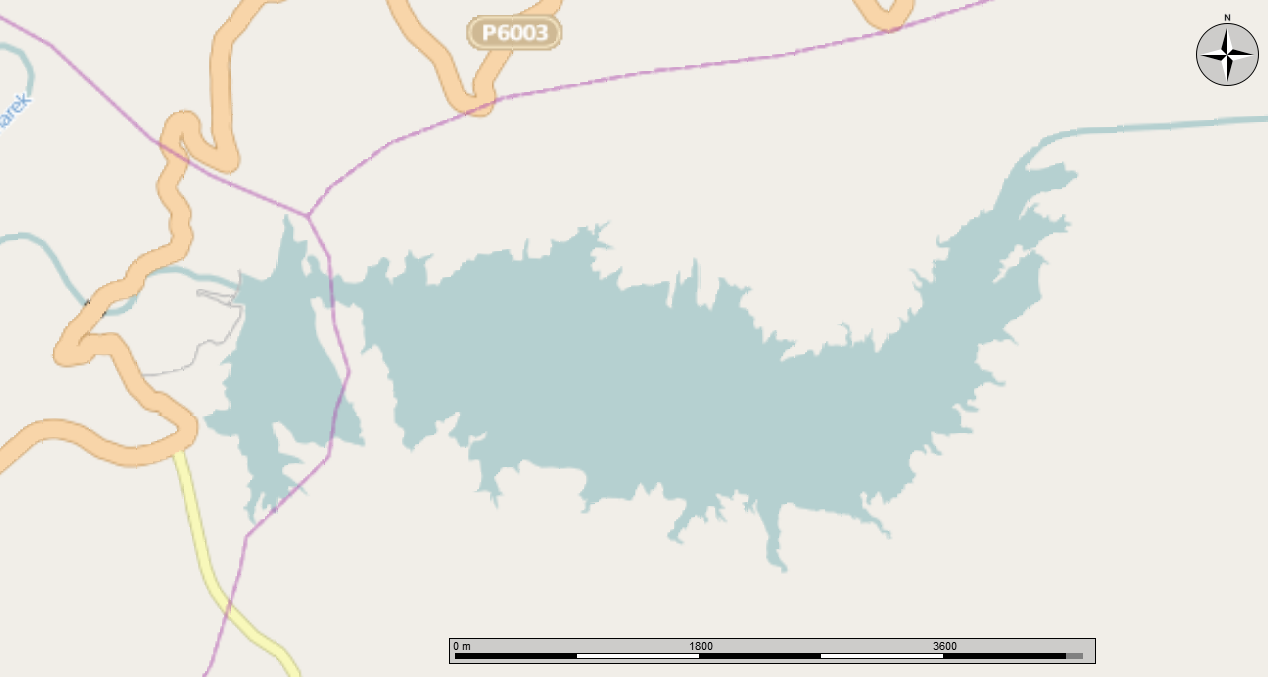
Carte montrant le barrage Hassan II et le lac qu'il a créé.

La nécessité de construire un barrage sur le Za s'est fait sentir à la fin des années 1990, lorsque l'envasement du barrage Mohamed V, principal barrage sur la Moulouya, a été constaté. Le barrage Hassan II a été mis en eau en 2000.

## Objectifs
Le principal but du barrage Hassan II est l'approvisionnement en eau potable des villes de Oujda, Taourirt et El Aioun. Il doit aussi assurer l'irrigation des terres agricoles de la région de Taourirt et de la basse Moulouya, ainsi que de maîtriser les crues du Za.

## Caractéristiques
Le barrage Hassan II est de type voûte à double courbure. Sa hauteur sur fondation atteint 92 m sur 325 m (crête). Sa largeur varie entre 20 m à la base et 5 m en crête. 
Il permet de créer une retenue d'eau de 400 millions de m3.